# スクウェア・エニックスPresents 週刊ラジマガ編集部
『スクウェア・エニックスPresents 週刊ラジマガ編集部』（スクウェアエニックスプレゼンツ しゅうかんラジマガへんしゅうぶ）は、ラジオ大阪V-STATIONで2006年10月8日–2007年12月30日に放送されていたアニラジ番組。
パーソナリティは喜多村英梨と下野紘。スポンサーはスクウェア・エニックス。
毎週日曜22:30〜23:00。スクウェア・エニックス公式サイトと音泉でもインターネット配信されていた。

## 放送・配信日
- ラジオ大阪 - 日曜22:30〜23:00放送
- 公式サイト - 日曜23:00配信開始。バックナンバーは当初は全回聴取可だったが、2007年4月1日の更新時より最新4回分となっていた。
- 音泉 - 木曜配信開始（第2回より）。最新回のみ聴取可だった。
- BEWE - 最新3回分の有料視聴が可能だった。

## パーソナリティ
- 喜多村英梨 - 編集長
- 下野紘 - 編集部員

## ゲスト
- #5,6 - 藤原啓治
- 2007年3月4日 #21 - 月刊少年ガンガン編集部 鹿塩（ロベカシ）
- 2007年6月17日 #37 - スクウェア・エニックス わたなべ（『いただきストリート』プロデューサー）・かとう（フロアマネージャー）
- 2007年7月8日 #40 - 岡本英樹（『ながされて藍蘭島』監督）

## コーナー
- 下野紘マンガ家デビューへの道
- あったらイヤ〜んファンタジー
- スキル自慢バトル
- 寝言は寝て言え! ラビリンス
- 勇者の条件! 復活の呪文が違います!
- イベント発生! ご町内三面ニュース
- フツオタ
- 紘(ヒーロー)烈伝！ 特技・勇者
- 癒し系 サロンドエリーヌへようこそ!
- 拝啓・村娘!!!(ながされて藍蘭島情報)